# Liste der Monuments historiques in Salonnes
Die Liste der Monuments historiques in Salonnes führt die Monuments historiques in der französischen Gemeinde Salonnes auf.

## Liste der Bauwerke
| Bezeichnung      | Beschreibung            | Standort               | Kennzeichnung | Schutzstatus | Datum | Bild |
| ---------------- | ----------------------- | ---------------------- | ------------- | ------------ | ----- | ---- |
| Kirche St-Privat | Portal, 15. Jahrhundert | Rue de l’Église (Lage) | PA00106994    | Inscrit      | 1929  |      |